# San Isidro (Bohol)
Pour les articles homonymes, voir San Isidro.
San Isidro est une municipalité de la province de Bohol, aux Philippines.